# 114ª Brigata di difesa territoriale
La 114ª Brigata autonoma di difesa territoriale (in ucraino 114-та окрема бригада територіальної оборони?, 114-ta okrema bryhada terytorial'noї oborony, unità militare А7042) è la principale unità delle Forze di difesa territoriale dell'Ucraina dell'oblast' di Kiev, subordinata al Comando operativo "Nord" delle Forze terrestri.

## Storia
La brigata è stata creata nel settembre 2018, ed ha effettuato la prima esercitazione presso la base di Vasyl'kyvščyna.
L'unità è stata mobilitata in seguito all'invasione russa dell'Ucraina del 2022, venendo schierata durante l'estate a difesa dell'area di Nju-Jork in concomitanza con l'offensiva russa nel Donbass. Il 27 agosto 2022 ha ricevuto la bandiera di guerra da parte del comandante in capo delle Forze armate ucraine Valerij Zalužnyj. In autunno è stata invece trasferita nelle retrovie del saliente di Sjevjerodonec'k, in particolare presso la cittadina di Sivers'k. Alcuni reparti della brigata sono rimasti a difesa dell'Ucraina settentrionale in caso di un secondo tentativo di attacco proveniente dalla Bielorussia. Nella primavera del 2023 elementi della brigata hanno preso parte alla battaglia di Bachmut; fra questi era presente Ženja Halyč, cantante del gruppo rock ucraino O.Torvald e tenente del 135º Battaglione.
A luglio 2024 l'unità ha ricevuto in dotazione i veicoli da combattimento FV432. A settembre la brigata è stata schierata nell'area di Časiv Jar, contribuendo alla difesa della città dai tentativi della 98ª Divisione aviotrasportata di stabilire una testa di ponte a ovest del canale Donec-Donbass.

## Struttura
- Comando di brigata[9]
- 132º Battaglione di difesa territoriale (Bila Cerkva, unità militare А7298)[10]
- 133º Battaglione di difesa territoriale (Buča, unità militare А7299)[11]
- 134º Battaglione di difesa territoriale (Vyšhorod, unità militare А7300)[12]
- 135º Battaglione di difesa territoriale (Obuchiv, unità militare А7301)[13]
- 136º Battaglione di difesa territoriale (Brovary, unità militare А7302)[14]
- 137º Battaglione di difesa territoriale (Boryspil', unità militare А7303)[15]
- 208º Battaglione di difesa territoriale (Fastiv, unità militare А7377)[16]
- 240º Battaglione di difesa territoriale (Kiev, unità militare А4244)
- 250º Battaglione di difesa territoriale (Kiev, unità militare А4254)[17]
- Compagnia sistemi senza pilota "Kazhan"
- Unità di supporto

## Comandanti
- Colonnello Oleksij Konoval (settembre 2018 - settembre 2024)[18]
- Colonnello Serhij Onuško (settembre 2024 - maggio 2025)[19]
- Colonnello Vadym Bodnar (maggio 2025 - in carica)[20]